# Albert von Boguslawski

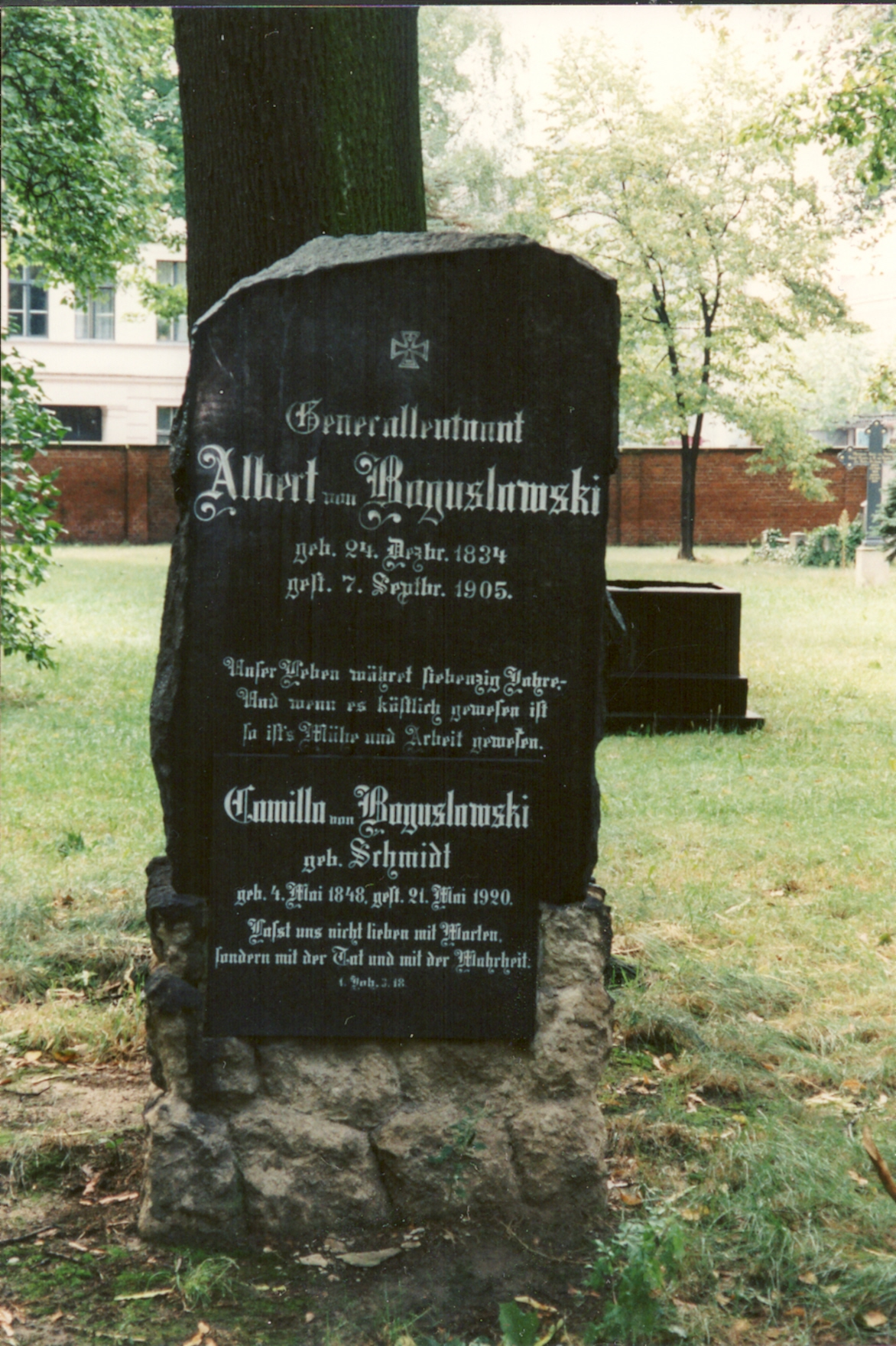
Albert von Boguslawskis grav på Alter Garnisonfriedhof i Berlin.

Albert Karl Friedrich Wilhelm von Boguslawski, född 24 december 1834 i Berlin, död där 7 september 1905, var en tysk militär. Han var sonson till Carl Andreas von Boguslawski.
von Boguslawski blev officer vid infanteriet 1854, överste och regementschef 1883, generalmajor 1887 och generallöjtnant 1891, samma år som han tog avsked. Han skrev bland annat Die Entwicklung der Taktik von 1793 bis zur Gegenwart (4 band, 3:e upplagan 1885, svensk översättning 1871), Taktische Folgerungen aus dem Kriege 1870-71 (1872, svensk översättning 1874), Der kleine Krieg (1881) och Taktische Folgerungen aus dem Burenkriege und der Gruppenangriff (1903). Han skrev ibland under pseudonymen Friedrich Wernau.